# Agrotis stenibergmani
Agrotis stenibergmani är en fjärilsart som beskrevs av Felix Bryk 1941. Agrotis stenibergmani ingår i släktet Agrotis och familjen nattflyn. Inga underarter finns listade i Catalogue of Life.